# 290 Pułk NKWD

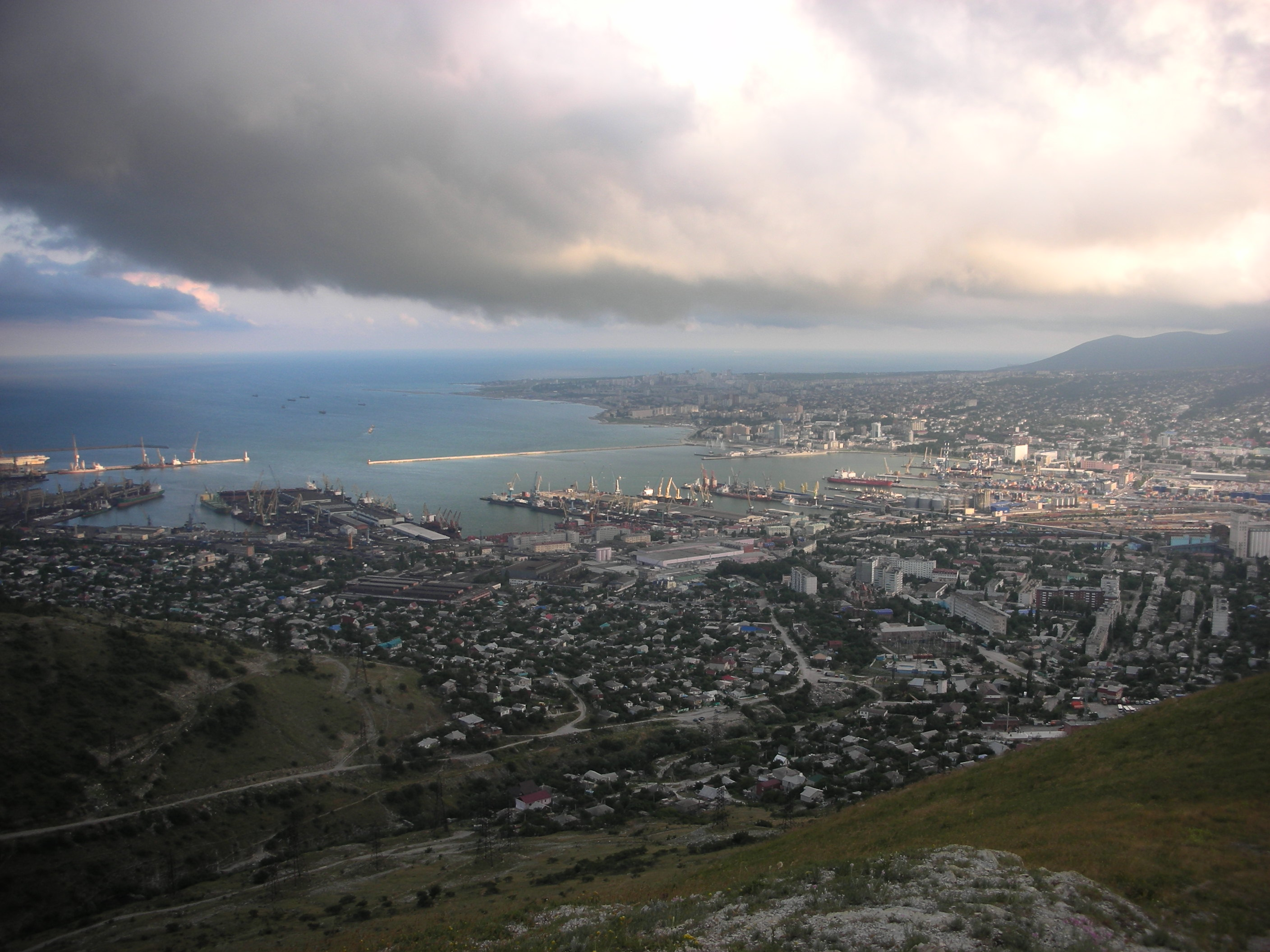
Widok z lotu ptaka na Noworosyjsk (zdjęcie współczesne)

290 Pułk NKWD – jeden z pułków w składzie wojsk NKWD.
W sierpniu 1942 żołnierze pułku operowali na Kaukazie  biorąc udział w walkach na zachodnim odcinku frontu o ważny port i węzeł komunikacyjny Noworosyjsk - klucz do tzw. Drogi nr 1 do Tuapse i Suchumi.
Do obrony miasta przed rumuńskim Korpusem Kawalerii Rosjanie mogli przeznaczyć zaledwie 15 000 żołnierzy, w tym 290 pułk NKWD, 77 DP (płk. Toropcew), 1 i 83 BPM oraz mniejsze oddziały szczątkowe.